# Джордж, Дэн
Дэн Джордж, вождь Дэн Джордж (англ. Chief Dan George), при рождении Гесванут Слаут; (24 июля 1899, район Северный Ванкувер, Канада — 23 сентября 1981, Ванкувер) — вождь народа Цлейл-Вотут из береговых салишей в Северном Ванкувере, Британская Колумбия, Канада. Офицер ордена Канады. Известен в первую очередь ролями в кино, а также как писатель и активный защитник прав аборигенов Канады. Его стихотворение зачитывалось на церемонии открытия Олимпийских игр в Ванкувере 2010 года.

## Биография

#### Кино
В 1960 году, в возрасте 60 лет, Дэн Джордж получил роль «старого Антуана» на телевидении в сериале «Страна карибу» на канале CBC. Эту же роль он затем сыграл в фильме студии Дисней Smith!. В 71 год Дэн Джордж получил несколько наград за роль старого вождя в фильме «Маленький большой человек» и был номинирован на приз Американской Киноакадемии за лучшую роль актёра второго плана. 
В течение своей актёрской карьеры Дэн Джордж был активистом за лучшее понимание не-аборигенами индейцев. Написанный им монолог Плач по Конфедерации о том, как белые колонизаторы отобрали индейские земли, был представлен в Ванкувере на празднике Столетия Канады в 1967 году. Эта речь известна тем, что смогла поднять волну активности среди аборигенов Канады, а также вызвать широкое сочувствие со стороны не-аборигенов.
В 1971 году Дэн Джордж стал кавалером Ордена Канады. В 2008 году его портрет был напечатан на канадской почтовой марке в серии «канадцы в Голливуде».
Умер в Ванкувере в возрасте 82 лет и похоронен на кладбище Беррар в родной резервации в Северном Ванкувере.
На открытии Зимних олимпийских игр в Ванкувере 12 февраля 2010 года была зачитана цитата из книги стихов Дэна Джорджа «Мой дух пари́т».

## Дискография
- In Circle. Columbia Records of Canada
- С en:Arlene Nofchissey Williams[3] (1977). Proud Earth. Salt Lake City Records

## Семья
- en:Lee Maracle (Granddaughter) — poet/author/activist/professor
- en:Columpa Bobb (Great-granddaughter) — actor/poet
- en:Charlene Aleck (Granddaughter) — Actress for 18 years on The Beachcombers on CBC